# Pozzuolo Martesana
Pozzuolo Martesana – miejscowość i gmina we Włoszech, w regionie Lombardia, w prowincji Mediolan.
Według danych na rok 2004 gminę zamieszkiwały 7233 osoby, 602,8 os./km².